# Eileach an Naoimh
Eileach an Naoimh es una isla deshabitada, localizada en el archipiélago de las Hébridas Interiores, en Escocia. Constituye la parte más meridional del archipiélago de las Garvellachs y se encuentra ubicada en el Firth of Lorn entre la Isla de Mull y Argyll.
El nombre de la isla procede del gaélico escocés y significa "lugar rocoso del santo".
En el año 542, Brandán el Navegante fundó un monasterio en la isla. El monasterio fue destruido varios siglos después por invasores vikingos. La isla ha permanecido probablemente deshabitada desde entonces, lo que ha contribuido a la supervivencia de las ruinas de muchas construcciones monásticas, incluida la capilla y el cementerio.

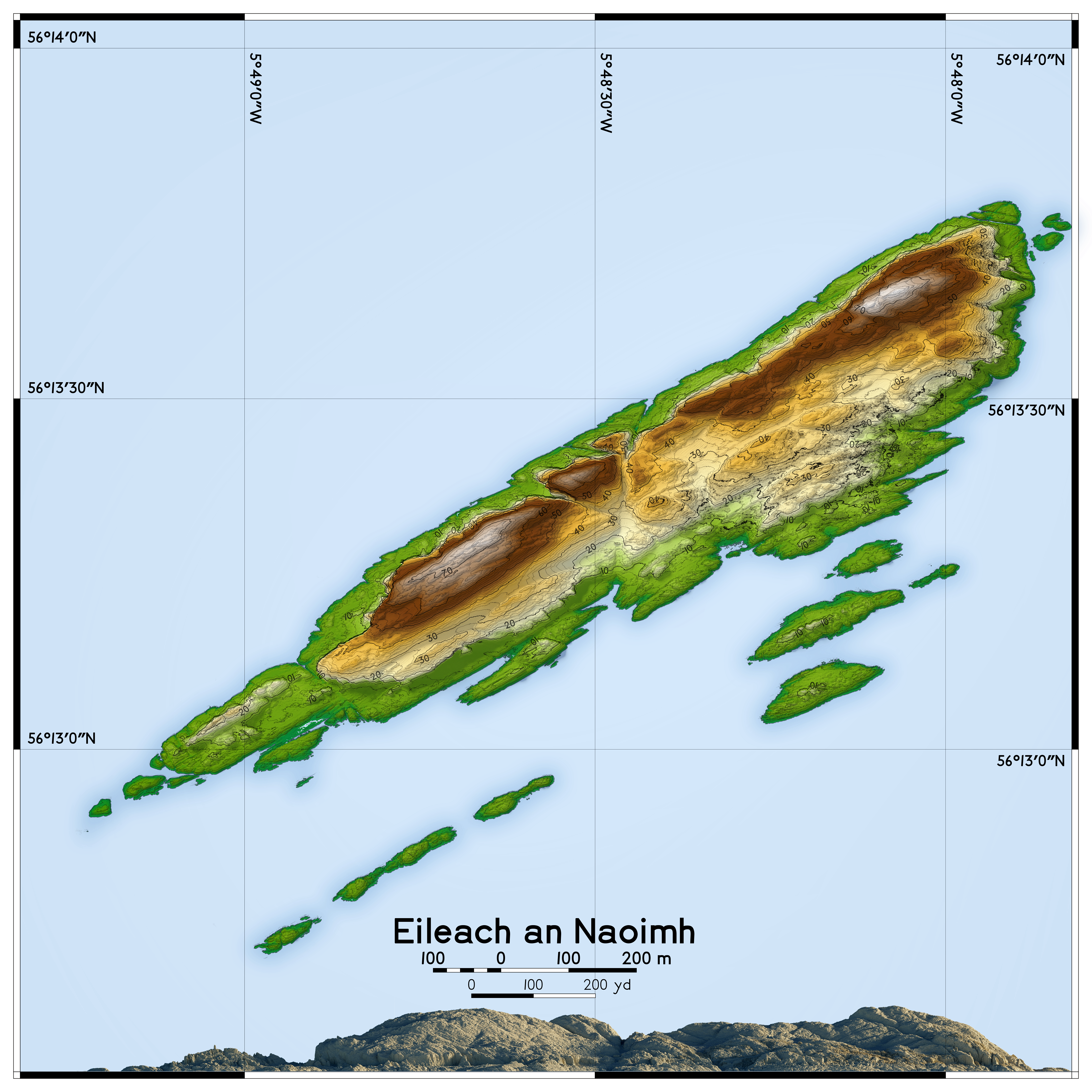
Mapa de Eileach an Naoimh

- Datos: Q32423
- Multimedia: Eileach an Naoimh / Q32423